# مقاطعة أنديكا
مقاطعة انديكا (بالفارسية: شهرستان اندیکا) هي إحدى مقاطعات إيران وتقع في محافظة خوزستان. مدينة قلعة خواجة هي عاصمة هذه المقاطعة. حسب إحصاءات المركز الرسمي للإحصاءات الإيرانية في 2006 كان يسكن مقاطعة انديكا 49,430 شخص وكان عدد المساكن 8,708 مسكن. تنقسم هذه المقاطعة لثلاثة بلدات: البلدة المركزية وبلدة تشلو وبلدة آبجدان. للمقاطعة مدينة واحدة وهي قلعة خواجة.